# Incendie de navire

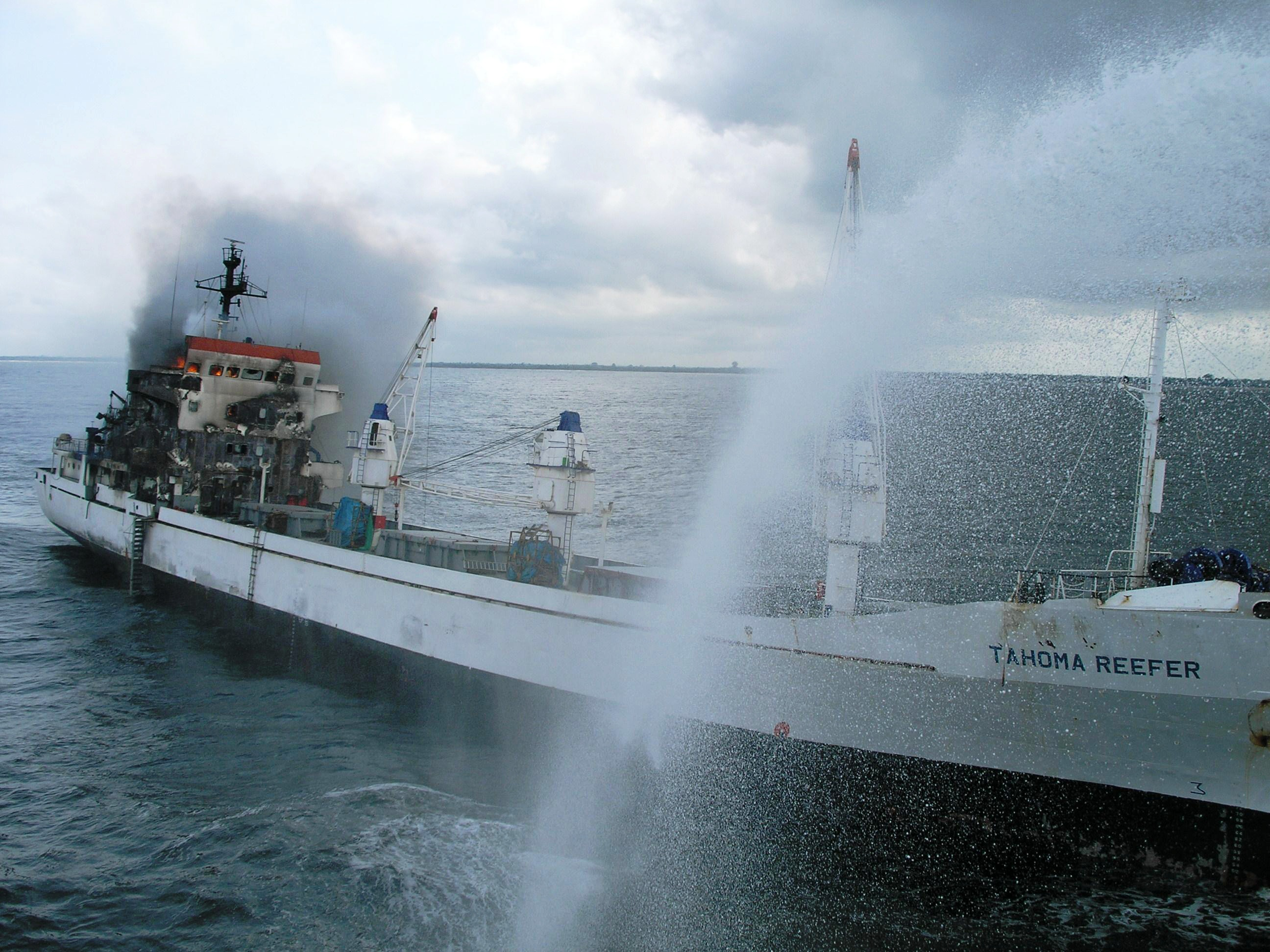
Le Tahoma Reefer, navire frigorifique en feu.

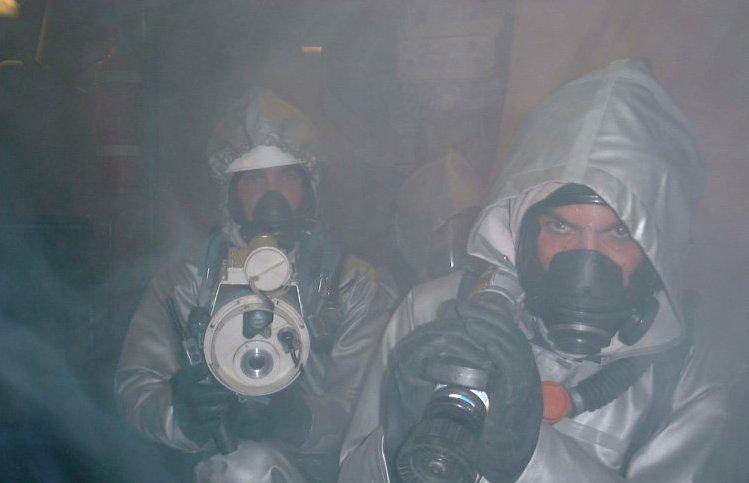
Exercice de feu de bateau sur la frégate La Motte-Picquet

Cet article fournit diverses informations sur les incendies de navire.

## Caractéristiques
Les incendies de navire sont des feux présentant un certain nombre de dangers particuliers, notamment pour les grands navires (cargos, paquebots) :
- pour son autonomie, le navire contient de nombreuses matières à proximité : hydrocarbures (gazole, fioul, huile), réservoirs d'air comprimé et de gaz sous pression (acétylène, oxygène), peintures, solvants… ;
- du fait de son étroitesse et du compartimentage (pour éviter l'invasion massive d'eau en cas de voie d'eau), les cheminements sont complexes avec changements de niveaux ;
- les volumes sont confinés, la chaleur ne peut s'évacuer, et la masse importante de métal rayonne intensément de la chaleur ;
- à quai, il peut y avoir à proximité des navires transportant des matières dangereuses et inflammables ;
- en mer, l'équipage risque d'avoir à abandonner le navire ;
- juridiquement, le capitaine est seul maître à bord et peut refuser l'accès aux pompiers, mais lors des escales, les autorités portuaires peuvent pour la sécurité des infrastructures portuaires décider de remorquer le navire sur rade extérieure. Les navires transportant des marchandises dangereuses mettent d'ailleurs à poste dès leur arrivée à quai un câble de remorquage à l'avant et à l'arrière du côté mer[1].

Ce sont des feux dégageant une quantité énorme de fumées, de chaleur et de vapeur d'eau, avec des risques accrus d'accident thermique (embrasement généralisé éclair et explosion de fumées). Les pompiers doivent s'équiper de combinaisons spéciales aluminisées et imperméables, d'appareils respiratoires isolants de grande capacité pour une autonomie d'une heure et de radios dont les ondes progressent malgré la masse métallique (450 MHz). Si l'accès aux niveaux supérieurs est aisé, l'intervention dans la cale est particulièrement compliquée et la reconnaissance peut être très longue.
Les conditions sont éprouvantes : tension nerveuse (perte des repères : sans visibilité ni audition), fatigue (progression difficile, tuyaux se coinçant dans les angles, montées et descentes), chaleur (risque de coup de chaleur), durée d'intervention. Il faut donc prévoir des effectifs importants pour permettre une rotation des équipes et éviter d'avoir des durées d'engagement de plus d'un quart d'heure consécutif.
En France, on compte chaque année deux à trois départs de feu dans le port de Brest, et une centaine sur Les Chantiers de l'Atlantique à Saint-Nazaire maîtrisés pour la plupart par les équipes du chantier (cinq à six requièrent l'intervention des sapeurs-pompiers). Si le feu se développe (cas très rare), il nécessite l'envoi de moyen massifs (de l'ordre de 500 pompiers). La sécurité se base donc essentiellement sur la prévention (détection précoce à bord du navire accompagnée de moyens d'extinction fixes et de personnel navigant formé). Dans les locaux à risques (compartiment machine, garage, local de stockage des peintures, etc.) des systèmes d'extinction fixe (type par CO2 ou par pulvérisation d'eau) sont obligatoires. On peut également noter qu'un plan du navire de type "lutte contre l'incendie", placé dans un conteneur de couleur rouge est présent à l'entrée des logements. Il renseignera les équipes de terre sur le compartimentage et les particularités du navire.

## Sécurité dans la Marine nationale
cet article est à revoir compte tenu de la suppression de la spécialité EMSEC dans la marine nationale.
À bord de chaque bâtiment de la Marine nationale française, existe une brigade sécurité, responsable de la prévention et de la lutte contre les sinistres (incendie, voie d'eau, NBC). Elle est composée d'électromécaniciens de sécurité, une spécialité de la Marine. Elle est chargée de l'entretien du matériel de lutte contre les sinistres (pompes incendie, manches et lances d'incendie, extincteurs, etc., des équipements de prévention et forme l'ossature des groupes d'interventions en cas de sinistre. Son personnel assure le quart à la mer au PC Sécurité. Enfin, son personnel possède une formation de secouriste (CFAPSE)

## Incendies célèbres
- Décembre 1917 : incendie et explosion du Mont-Blanc qui fit 2 000 morts et 6 000 blessés lors de l'Explosion de Halifax
- Mai 1932 : incendie du Georges Philippar qui cause la mort, entre autres, du journaliste Albert Londres.
- Avril 1947 : Incendie puis explosion du Liberty-Ship Grandcamp à Texas City près de Houston (États-Unis) transportant une cargaison d'engrais chimiques. Ce drame fit 600 morts et 3 000 blessés.
- Juillet 1947 : incendie du Liberty-ship l'Ocean Liberty en rade de Brest, contenant environ 2 000 tonnes d'ammonitrate dans ses cales. L'explosion a provoqué des dégâts considérables : 26 morts, 400 blessés, avec un mini raz-de-marée et des projectiles de plusieurs tonnes projetés en l'air.
- Février 1953 : Incendie dans le port de Marseille du cargo Sidi Ferruch qui causa la mort de 3 marins pompiers de Marseille(le second maître Gaulier, le matelot Louis Colet et le matelot Riccio).
- Août 1990 : Incendie dans le port de Marseille du car ferry Saint Clair. Aucune victime grave à déplorer. Le sinistre a été éteint par les marins pompiers de Marseille après 3 jours de lutte. Le navire complètement brûlé a été irrécupérable.
- Décembre 1990 : incendie du Monarch of the Seas alors en phase finale de construction par Les Chantiers de l'Atlantique à Saint-Nazaire.